# Евгени Силянов
Евгени Христов Силянов е български дипломат и журналист.

## Биография
Евгени Силянов е роден през 1907 година в София. Баща му е Христо Силянов (1880-1939), виден революционер от ВМОРО, а майка му е учителката и преводачката София Малиновска (1883-1932). Между 1925 – 1929 година Евгени Силянов учи право в Париж, Франция, а през 1931 година постъпва с конкурс в Министерство на външните работи.
Става секретар на българската легация в Париж и между 1935 – 1939 година на българското представителство към Обществото на народите в Женева, Швейцария. През 1940 година участва в преговорите по Крайовската спогодба. Между 1942 – 1944 година е главен секретар в българската легация в Берн, ръководена от Георги Кьосеиванов, а между 30 септември и 26 декември 1944 я ръководи. До 1946 година ръководи легацията в Париж и участва в подписването на Парижкия мирен договор от 10 февруари 1947 година. След като е отзован от Париж, отказва да се върне в България, заради което му е отнето българското гражданство.
В емиграция Евгени Силянов е сред основателите и ръководителите на българската секция на радио „Свободна Европа“, дългогодишен журналист в „Пари Мач“ и член на международния ПЕН клуб в Париж. Близки отношения поддържа със Стефан Груев, Димитър Паница и други. Евгени Силянов е автор на книгите „Последни свидетели от Бункера (по спомени на последната секретарка на фюрера Траудъл Юнге)“, „Операция Валкирия: заговорът на германските генерали срещу Хитлер“ (в съавторство с Пиер Галант), „Руснаците“, както и на ръкописа „Младостта на Хитлер“. Получава множество чуждестранни отличия, кавалер е на френския Почетен легион, а през 1993 година получава и орден „Мадарски конник“ I степен.
Евгени Силянов умира през 1997 година.

## Памет
На Евгений Силянов е наречена улица в квартал „Малинова долина“ в София (Карта).
Личният му архив се съхранява във фонд 2053К в Централен държавен архив. Той се състои от 574 архивни единици от периода 1900 – 1997 г.